# 秘密 (李蕙敏專輯)
《秘密》是香港歌手李蕙敏的第三張大碟，在1995年7月19日推出。專輯第一主打歌是《秘密》，而第二主打歌為《（你沒有）好結果》，此曲令她更上一層，成了她的首本名曲。這張《秘密》曾逗留IFPI唱片銷量榜14週之久，佔兩週冠軍，自此專輯起，Amanda的唱片專輯均可佔據IFPI唱片銷售榜冠軍位置，有一定銷售保證。《（你沒有）好結果》一曲更為她首奪該年「十大勁歌金曲獎」及「十大中文金曲獎」兩個重要獎項。

## 曲目[2]
| 曲序     | 曲目                          |          | 作曲             | 编曲     | 製作人           | 备注                                | 时长  |
| -------- | ----------------------------- | -------- | ---------------- | -------- | ---------------- | ----------------------------------- | ----- |
| 1.       | Hello Again（Instrumental）   |          | Keith Yip 麥皓輪 | 麥皓輪   | 麥皓輪           |                                     | 1:52  |
| 2.       | 藍色傘下等                    | 張美賢   | Keith Yip        | 麥皓輪   | 麥皓輪           | 第四主打歌                          | 4:19  |
| 3.       | (你沒有)好結果                | 黃偉文   | Keith Yip 麥皓輪 | 麥皓輪   | Keith Yip 麥皓輪 | 第二主打歌 國語版本為《解脫》       | 4:21  |
| 4.       | 秘密                          | 李敏     | 麥皓輪           | 麥皓輪   | 麥皓輪           | 第一主打歌 國語版本為《謎樣的女人》 | 3:25  |
| 5.       | 快樂加冰                      | 李敏     | Keith Yip 麥皓輪 | 麥皓輪   | 麥皓輪           | 第五主打歌                          | 3:57  |
| 6.       | 重演我與你                    | 張美賢   | 黃文廣           | 麥皓輪   | Keith Yip 麥皓輪 |                                     | 4:25  |
| 7.       | 活得比你好（Blues Version）   | 黃偉文   | Keith Yip        | 麥皓輪   | 麥皓輪           |                                     | 4:13  |
| 8.       | 牽掛你忘了哀傷                | 張美賢   | 李蕙敏 馮偉基    | 馮偉基   | 麥皓輪           | 第三主打歌 國語版本為《影子》       | 3:54  |
| 9.       | 深宵的倒影                    | 黃文廣   | 譚詠麟           | 麥皓輪   | 麥皓輪           |                                     | 3:55  |
| 10.      | 大勢所趨                      | 李敏     | 王路明 馮偉基    | 馮偉基   | Keith Yip 麥皓輪 |                                     | 4:10  |
| 11.      | 創世情                        | Nick     | 羅以             | 郭嘉多   | 麥皓輪           |                                     | 4:13  |
| 12.      | Goodbye Again（Instrumental） |          | Keith Yip        | 麥皓輪   | 麥皓輪           |                                     | 2:16  |
| 总时长： | 总时长：                      | 总时长： | 总时长：         | 总时长： | 总时长：         | 总时长：                            | 45:06 |

## 獎項
- 1995年度吒咤樂壇流行榜頒獎典禮——叱咤樂壇女歌手銅獎
- 1995年度十大勁歌金曲頒獎典禮——十大勁歌金曲《(你沒有)好結果》
- 1995年度十大勁歌金曲頒獎典禮——傑出表現獎 金獎
- 1995年度勁歌金曲第三季季選——得獎歌曲《(你沒有)好結果》
- 第十八屆十大中文金曲頒獎音樂會——十大中文金曲《(你沒有)好結果》
- 第十八屆十大中文金曲頒獎音樂會——最佳中文流行歌詞獎《(你沒有)好結果》

## 唱片版本
- 2021年樂意發行 2021 Remake Master Quality Gold CD版
- CD第一版
- CD第二版
- CD第三版
- 錄音帶版

## IFPI唱片銷量榜
- 日期 位置 歌手 專輯
- 7-27 3 李蕙敏 秘密
- 8-3 2 李蕙敏 秘密
- 8-10 1 李蕙敏 秘密
- 8-17 4 李蕙敏 秘密
- 8-24 2 李蕙敏 秘密
- 8-31 1 李蕙敏 秘密
- 9-7 4 李蕙敏 秘密
- 9-14 8 李蕙敏 秘密
- 9-21 6 李蕙敏 秘密
- 9-28 7 李蕙敏 秘密
- 10-5 10 李蕙敏 秘密
- 10-12 6 李蕙敏 秘密
- 10-19 8 李蕙敏 秘密
- 10-26 9 李蕙敏 秘密